# توماس إيرل
توماس إيرل هو سياسي كندي، ولد في 27 سبتمبر 1837، وتوفي في 13 يوليو 1911 في فيكتوريا في كندا. حزبياً، نشط في حزب كندا المحافظ. وقد انتخب عضو مجلس العموم الكندي.